# VTV (Honduras)
VTV, también conocido como VICA Televisión o Grupo VTV, es un canal de televisión abierta hondureño, fundado el 9 de marzo de 1985 por la compañía Voz e Imagen de Centroamérica (VICA). Actualmente, es propiedad de Albavisión.

## Historia
Fundado el 9 de marzo de 1985 por el empresario Jorge Sikaffy Sahuri, VTV operó en sus inicios los canales 2 en San Pedro Sula y 9 en Tegucigalpa con el nombre Voz e Imagen de Centroamérica (VICA).
En 2002, su nombre se acorta a VICA: Tu Canal y cambia su programación para enfocarse en producciones originales del canal, programas con elencos juveniles, series de televisión importadas, series animadas y películas extranjeras. VICA Televisión compró los derechos de transmisión para las temporadas 2008-2009 de la UEFA Champions League junto con la Corporación Televicentro.
El 26 de marzo de 2010, debido a su adquisición hecha por Albavisión, VICA: Tu Canal fue relanzado como VTV. El canal transmitió la Copa Mundial de Fútbol de Sudáfrica 2010 y los Juegos Olímpicos de Londres 2012 e incluyó las telenovelas brasileñas de Rede Globo a su programación. En 2013, VTV obtuvo los derechos para transmitir los partidos de la Copa Mundial de Fútbol de Brasil 2014. En 2016, VTV adquirió los derechos de las series españolas de Televisión Española y Antena 3 y emitió la Copa América Centenario y los Juegos Olímpicos de Río de Janeiro de ese año. 

## Programación actual

### Programas nacionales
- Al Sur de la Frontera (informe especial sobre la llegada ilegal de emigrantes centroamericanos a los Estados Unidos y México, en coproducción con Canal 12 (El Salvador) y Canal 3 (Guatemala))
- Café Caliente
- Hola Honduras
- Impacto VTV Matutino
- Impacto VTV Meridiano
- Impacto VTV Estelar
- Locura Digital
- Parrillazo Deportivo

### Programación extranjera
- Amazing Videos
- Desafío extremo
- El conciertazo
- El show del problema
- Escape perfecto
- Fear Factor
- Juez Franco
- Saber y ganar
- Survivor
- Tierra de lobos
- Velvet

### Dibujos animados
- Don Gato y su pandilla
- El Correcaminos
- El show de Bugs Bunny
- El show de Tom y Jerry
- ¡Listos a jugar!
- Los Picapiedra
- Plaza Sésamo

### Telenovelas extranjeras
- Amor y Odio
- Cezur
- Corazones Heridos
- Entre dos amores
- Eva Luna
- Hercai
- La Promesa
- La taxista
- Nueva Novia
- Tierra amarga

Nota: En cursiva significa que está fuera de emisión.